# Антверпенське маркграфство
Антверпенське маркграфство (нім. Markgrafschaft Antwerpen, нід. Markgraafschap Antwerpen) або  Антверпенська марка — феодальне володіння на частині території колишньої Токсандрії, що розташовувалося на південь від річки Маас і на схід від річки Шельда, поблизу міст Антверпен і Бреда.

## Історія
За Оттона II, імператора Священної Римської імперії, було створено кілька марок уздовж кордону із Західною Франкією (цей кордон збігався з річкою Шельда). Спочатку марка була обмежена Шельдою, в 994 році Ансфрід Утрехтський додав до марки Токсандрію.
В XI столітті Антверпенська марка була одним із володінь герцога Нижньої Лотарингії. Готфрід Буйонський отримав марку в 1076 році від імператора Генріха IV. Після його смерті в Єрусалимському королівстві в 1100 році маркграфом був призначений Генріх I Лімбурзький.
У 1106 році герцогство Нижня Лотарингія і маркграфство були об'єднані. Після Шваб-Гальського сейму імператора Генріха VI в 1190 році герцогство було скасовано, а його титули отримали герцог Брабантський, який продовжував використовувати титул «маркграф Священної Римської імперії».
За мирним договором 1357 року в Аті маркграфство перейшло до Людовика II, графа Фландрійського, а потім до його дочки Маргарити. У 1405 році опіку над ним перейшов до її сина Антуана, який возз'єднав його з Брабантом, коли наступного року став герцогом.
У XVI столітті маркграфство часто вказувалася окрема як одна із Сімнадцяти провінцій.
Після Вісімдесятирічної війни маркграфство було частиною Іспанських Нідерландів, де титул маркграфа продовжував існувати як почесний титул для представника губернатора.

## Склад
Маркграфство складалося (після втрати Бреди) з міст Антверпен, Герентальз і Лір, а також поселень Аркель, Рієн, Гель, Зандговен, Тюрнгаут і Гугстратен.

## Маркграфи Антверпена
- 974–1002: Готфрід I Полоняник;
- 1005–1044: Гоцело I Великий;
- 1044–1046: Готфрід III Бородатий;
- 1046–1065: Фрідріх I;
- 1065–1069: Готфрід III Бородатий;
- 1069–1070: Балдуїн VI Монс;
- 1070–1076: Готфрід IV Горбань;
- 1076–1100: Готфрід Буйонський;
- 1101–1106: Генріх I;

Лувенське графство
- 1106–1139: Готфрід V Бородань;
- 1139–1142: Готфрід VI;
- 1142–1190: Готфрід III Сміливий;

Герцог Брабантський
- 1190–1235: Генріх I (герцог Брабанту);
- 1235–1248: Генріх II (герцог Брабанту);
- 1248–1261: Генріх III (герцог Брабанту);
- 1261–1267: Генріх IV (герцог Брабанту);
- 1267–1294: Жан I (герцог Брабанту);
- 1294–1312: Жан II (герцог Брабанту);
- 1312–1355: Жан III, герцог Брабанту;
- 1355–1406 Жанна Брабантська

Герцоги Брабантські:
- 1357–1384: Людовик II, граф Фландрії
- 1384–1405: Маргарита III, графиня Фландрії

Герцог Брабантський
- з 1406 персональна унія з Брабантом